# Миссия (поселение)
Миссия — поселение, где работают миссионеры, созданное ими с целью обращения местного населения к определённой религии. Первоначально этот термин применялся исключительно к христианству (прежде всего католической церкви), хотя позже название было проникнуто и некоторыми другими религиями.
Первыми миссионерами по праву считаются апостолы Мессии — ученики Иисуса Христа. Учитель, как Сын Божий, выполняя волю Бога Отца давал им наставление «Посылаю вас как послал Меня Отец», с целью нести народам Его Учение суть которого в предавалась в молитве к Всевышнему: «Отче наш…да придет Царствие Небесное…как на Небе так на Земле». Проповедники следовали словам Учителя «в какое поселение войдете, там и оставайтесь». Все последующие поколения христиан по сути следовали этим наставлениям. Входили в поселения люди «не от мира сего», чьей целью жизни (миссией) было организовать «миссии», (позже место и цель слились в одно слово, тогда же употреблялось слово «обители») как островки среди грешного мира «Царствия Небесного на Земле».
Христианские миссии основывались прежде всего на территории испанских колоний иезуитами, а позже, хотя и в меньшей степени, францисканцами и монахами других орденов.
В православии эти поселения в укреплялись как крепости от набегов врагов а в мирное время превращались монастыри, которые всегда были готовы предоставить убежище мирным жителям при набегах врагов. В будущем, в наше время, эту практику повторят нерелигиозные гуманитарные миссии (лагеря) помощи беженцам.
Одним из первых православных проповедников в Новом Свете, основавший православную миссию на Аляске среди алеутов, стал преподобный Герман Аляскинский. Миссия основана на острове Кадьяк, куда он прибыл в 1794 году. В Православии его считают святым покровителем Америки.
Конечной же целью распространения миссий по пророчеству Учителя Христианства станет Христианская Цивилизация, когда «проповедано будет Евангелие по всей Вселенной (планете)».